# České Meziříčí
České Meziříčí (früher Mezřič, deutsch Böhmisch Meseritsch) ist eine Gemeinde im Okres Rychnov nad Kněžnou in Tschechien.

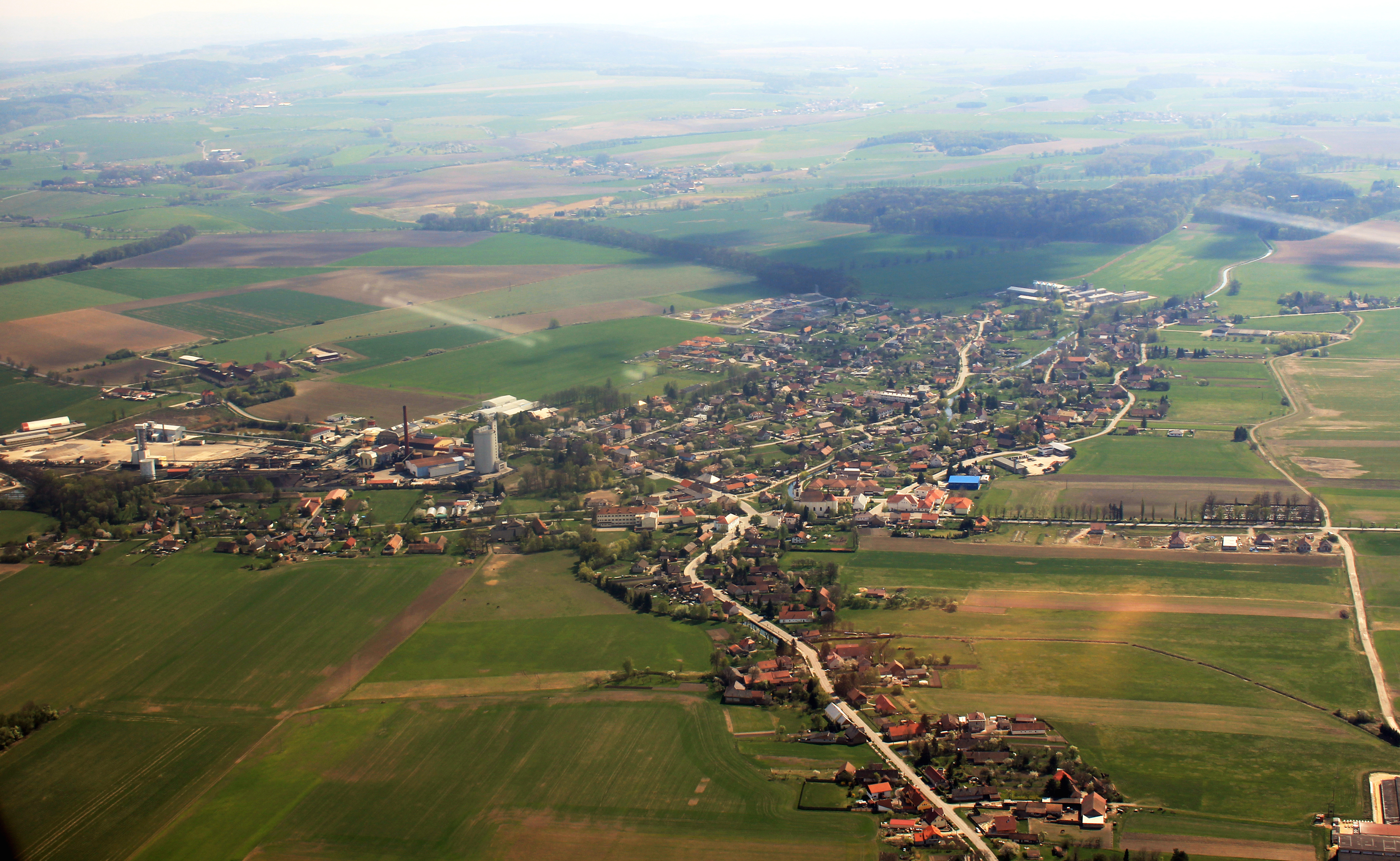
Luftbild

## Geographie
České Meziříčí liegt am Bach Zlatý Potok zwischen den Flüssen Elbe, Metuje (Mettau) und Orlice. Nachbarorte sind Dobruška und Opočno im Osten, Mokré und Očelice im Südosten, Jílovice im Süden, Libřice und Lejšovka im Westen, Králova Lhota im Nordwesten sowie Rohenice, Roheničky und Slavětín nad Metují im Norden.

## Geschichte
Der Ort wurde Ende des 13. Jahrhunderts inmitten der königlichen Wälder durch sächsische Kolonisten angelegt. Die erste urkundliche Erwähnung erfolgte im Jahre 1300 unter dem Namen Cungeswald. Im Zusammenhang mit der Kirche St. Katharina wurde 1352 erstmals der tschechische Name Mezrziecz genannt; weitere Erwähnungen erfolgten 1356 und 1384. Der Ort erlangte Bedeutung durch seine Lage an einer Furt über den Goldbach (Zlatý Potok), die zu einem alten Handelsweg gehörte, der über Dobruška über das damals böhmische Glatzer Land nach Schlesien führte.
České Meziříčí gehörte zur Herrschaft Opočno. In seiner Eigenschaft als Kirchenpatron errichtete 1748 Rudolph Joseph von Colloredo an der Stelle der ehemaligen Holzkirche ein neues Gotteshaus im Barockstil. Es wurde wiederum der hl. Katharina geweiht.

## Gemeindegliederung
Die Gemeinde České Meziříčí besteht aus den Ortsteilen České Meziříčí (Böhmisch Meseritsch), Skršice (Skerschitz) und Tošov (Toschow) sowie den Ansiedlungen Malé Meziříčí (Klein Meseritsch) und Ostrov (Werth).

## Sehenswürdigkeiten
- Die St.-Katharina-Kirche von 1748 besitzt eine reiche Innenausstattung. Sie soll architektonisch zu den schönsten Barockkirchen der Umgebung gehören. Die Skulptur der Maria Immaculata schuf František Pacák, ein Schüler von Matthias Bernhard Braun.
- Das Beinhaus neben der Kirche gehörte zum ehemaligen Friedhof.
- Zum Gemeindegebiet gehören auch die Festen Vracov und Tošov.

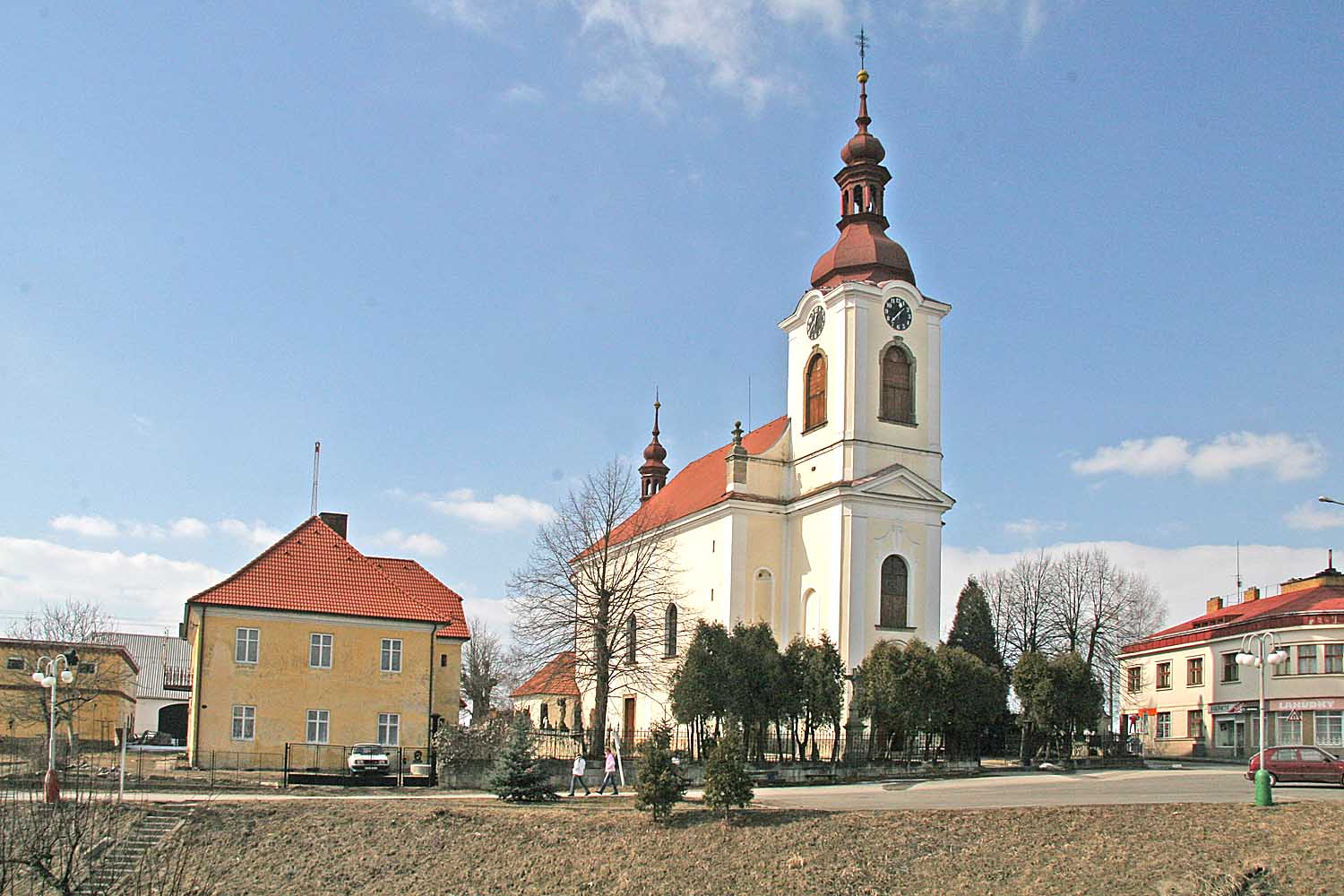
St.-Katharina-Kirche

## Persönlichkeiten
- Karel Otčenášek (1920–2011), emeritierter Bischof von Königgrätz; Ehrenbürger von České Meziříčí